# Димитър Голев
Димитър Георгиев Голев е български юрист, общественик и политик.

## Биография
Димитър Голев е роден в 1890 година в село Банско, което тогава е в Османската империя. Произхожда от големия род Голеви. В 1912 година завършва право в Софийския университет.. Народен представител е от Демократическия сговор в XXI обикновено народно събрание.
Умира в 1957 година в София.